# الإسلام في إسكتلندا

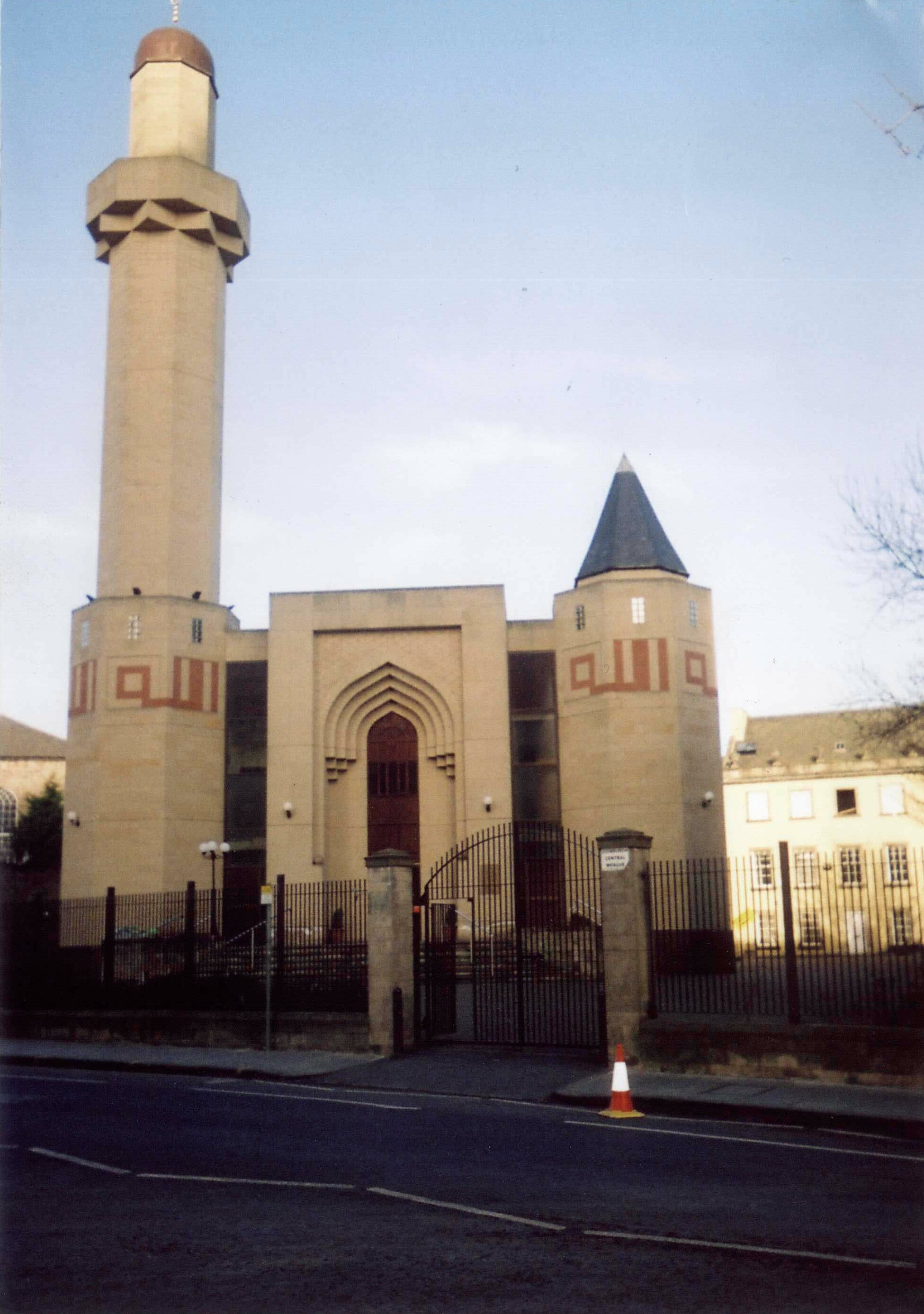
مسجد أدنبرة الوسطى

الإسلام في اسكتلندا، وصل الإسلام إلى اسكتلندا في وقت مبكر في القرنين الثامن والتاسع ، وازادادت أعدد المسلمين بفعل الهجرة، ويشكل المسلمون نحو 500 ألف نسمة، ولديهم ما يزيد على 30 مسجدًا، ويعتبر المجتمع الإسلامي ثاني أكبر المجتمعات الدينية في البلاد.

## التاريخ
كان اسم أول مسلم مسجل في اسكتلندا (وزير بيك)، وهو من أصل هندي من بومباي ، وكان طالب للطب في جامعة أدينبرا في عام 1858-1859م، وازدادت هجرة المسلمين من البلاد الخاضعة للاستعمار البريطاني، ليصل اليوم إلي (500)ألف مسلم في اسكتلندا.

## الهجرة
في بدايات الأربعينيات من القرن العشرين، وصلت إلى هذه الدولة أعداد من المهاجرين المسلمين من شبه القارة الهندية التي خضعت للأستعمار البريطاني، وبادر المسلمون إلى تنظيم أنفسهم في مؤسسة حملت اسم "جمعية اتحاد المسلمين"، والتي تأسست رسميًا في عام 1943م، ولم يمض وقت طويل قبل أن يجري افتتاح مسجد صغير في شارع أكسفورد، كما افتتحت مدرسة صغيرة لتعليم أبناء المسلمين.

## بعد أحداث الحادي عشر من سبتمبر
تزايدت معاناة الأقليات المسلمة في دول العالم، خاصة بعد أحداث الحادي عشر من سبتمبر التي اتخذها البعض حجةً لاستهداف المسلمين في كل مكان، ثم جاءت تفجيرات لندن، لتزداد معاناة المسلمين في اسكتلندا ، وعاش المسلمون في أزمة منذ عام 2003م، ، بعد تزايد حالات العنصرية والتمييز، وذلك رغم سعي بعض الاسكتلنديين لبذل الجهود للتخلص من العنصرية ، و كشفت آخر استطلاعات الرأي العام داخل اسكتلندا لعام 2006م، أنه رغم معارضة (65%) من الاسكتلنديين للعنصرية والتمييز، يوجد (25%) يبررون ذلك استنادًا لما أطلقوا عليه "أغراضًا جيدة، ويرى (50%) من الاسكتلنديين أن اسكتلندا ستفقد هويتها في حال هجرة المزيد من المسلمين إليها، حسب إحدى الاستطلاعات الحكومية.

## مسلمون اسكتلنديون بارزون
- علي عباسي.
- بشير أحمد.
- عبد القادر الصوفي.
- حمزة يوسف.
- أسامة سعيد.